# Титова Ольга Геннадіївна
Ольга Геннадіївна Титова (нар. 3 липня 1937, Харків — пом. листопад 2017, Київ) — українська художниця; член Київської організації Спілки радянських художників Укпаїни з 1968 року. Заслужений діяч мистецтв України з 2002 року. Дружина художника Володимира Ситника.

## Біографія
Народилася 3 липня 1937 року в місті Харкові (нині Україна) в сім'ї художників Геннадія Титова і Євдокії Усикової. 1963 року закінчила Київський художній інститут, де її викладачами були зокрема Михайло Хмелько, Ілля Штільман, Володимир Костецький, Олена Яблонська.
Жила в Києві, в будинку на Липському провулку, № 3, квартира 14, в будинку на вулиці Круглоуніверситетській, № 17, квартира 16 та в будинку на вулиці Ульянових,№ 26а, квартира 60. Займалась викладацькою діяльністю. Померла в Києві у листопаді 2017 року.

## Творчість
Працювала в галузі станкового і монументального живопису. Створювала сюжетно-тематичні картини, портрети, пейзажі та натюрморти. Серед робіт:
- «Нова вулиця» (1963);
- «Блакитний сон» (1963);
- «Мати і дитя» (1963);
- «Мати» (1964);
- «На побивку» (1965);
- «Над Дніпром» (1967);
- «Купання» (1967);
- «Синій вечір» (1968);
- «Моя сім'я» (1970);
- «Хлопчики» (1970);
- «Акваріум» (1970);
- «Батько і син» (1972).

У 1999 році розписала північну арку Михайлівського Золотоверхого монастиря у Києві.
Брала участь у республіканських, всесоюзних та закордонних виставках з 1963 року.